# Nisko

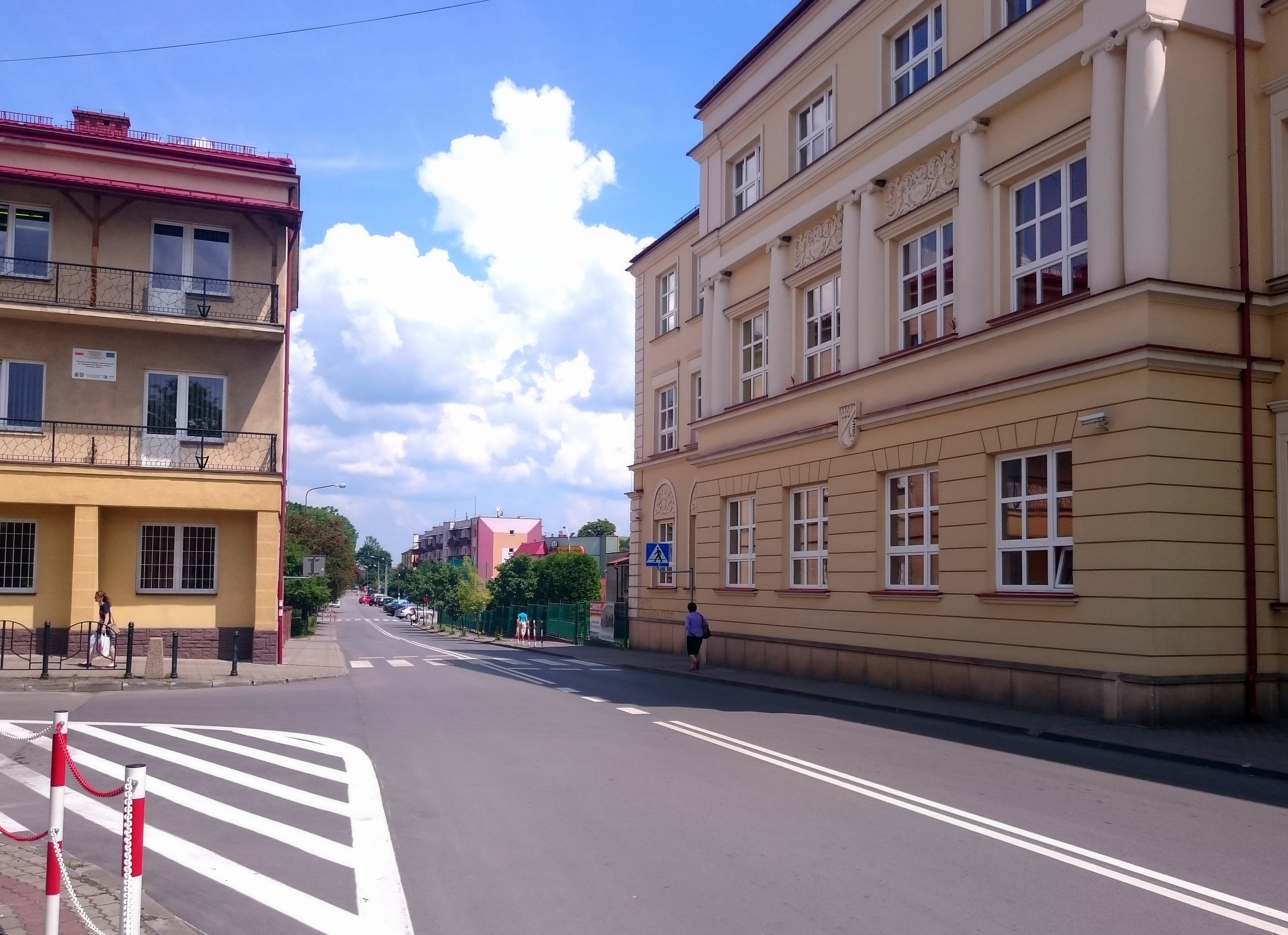

Nisko este un oraș în Polonia.